# Ultima Cena (Daniele Crespi)

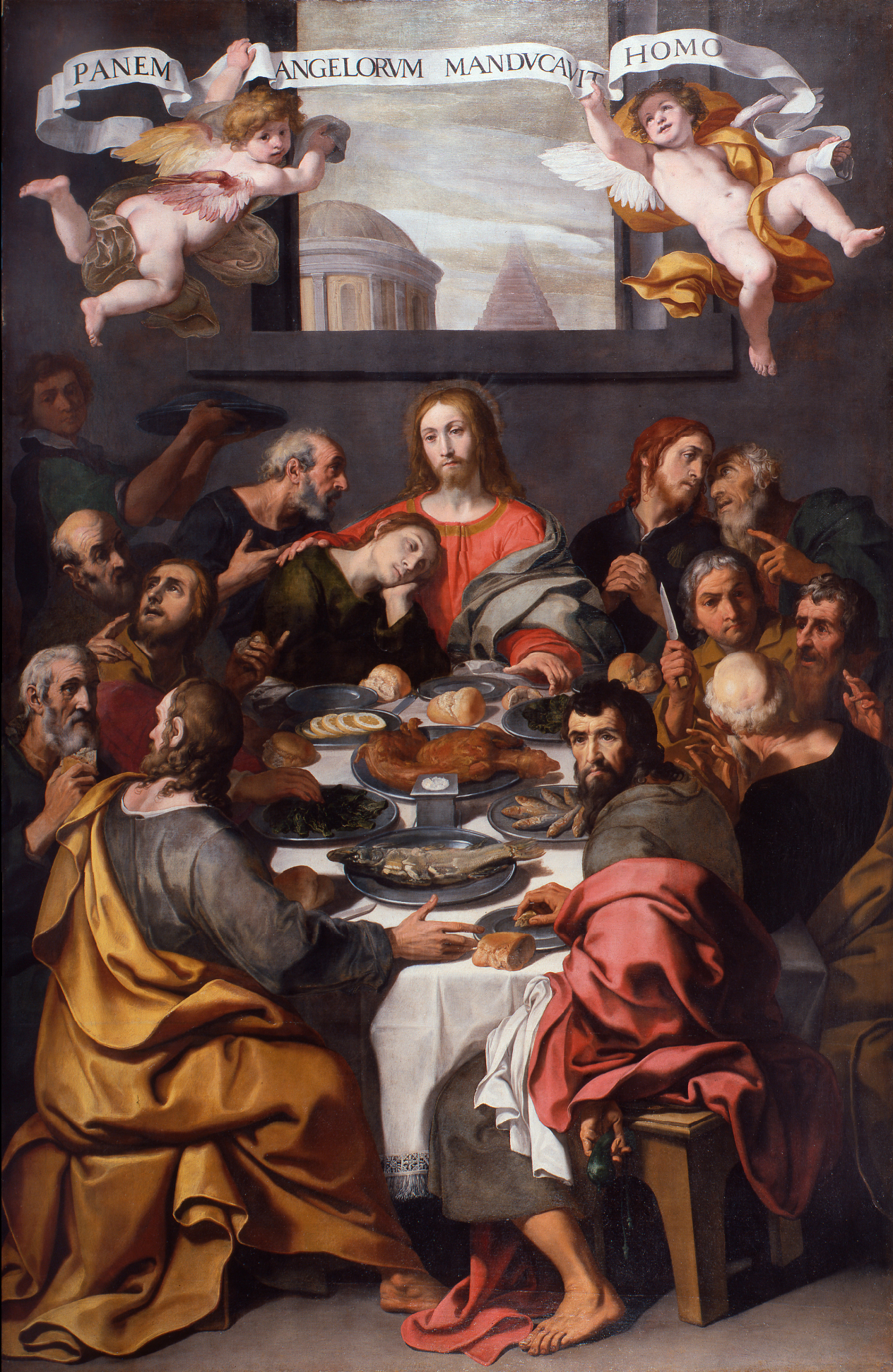
Daniele Crespi, Ultima Cena (Milano, Pinacoteca di Brera)

L'Ultima Cena di Daniele Crespi è un dipinto eseguito negli anni tra il 1624 e il 1625, oggi collocato alla Pinacoteca di Brera.
L'opera proviene dal Monastero di Brugora, presso Besana Brianza, dove aveva ricoperto un affresco del tardo XVI secolo, di impostazione analoga, oggi rinvenuto dai restauri.
È ispirata (per il formato verticale della composizione), più che al Cenacolo di Leonardo, al prototipo di Gaudenzio Ferrari a Santa Maria della Passione a Milano.
Dopo il passaggio alla Pinacoteca di Brera, l'opera fu temporaneamente sostituita, sull'altare di Brugora, con un Crocifisso del Morazzone, oggi in un ambiente secondario dell'ex monastero.